# Leshansaurus qianeiensis
Il leshansauro (Leshansaurus qianeiensis) è un dinosauro carnivoro appartenente ai carnosauri. Visse all'inizio del Giurassico superiore (Oxfordiano, circa 160 milioni di anni fa) e i suoi resti sono stati ritrovati in Cina.

## Descrizione
Questo dinosauro è conosciuto per uno scheletro quasi completo, comprendente gran parte del cranio e della mandibola, vertebre, parte delle zampe anteriori, bacino incompleto, e una zampa posteriore. Era lungo circa 6-7 metri (una misura relativamente modesta per un carnosauro) e doveva possedere una corporatura relativamente snella. Una caratteristica non riscontrata negli altri carnosauri era la presenza di un'aguzza cresta mediana sulle ossa sopraoccipitali, nella parte posteriore del cranio. Anche l'ilio possedeva una cresta lungo il margine dell'acetabolo. Come tutti i carnosauri, Leshansaurus possedeva un grosso cranio armato di lunghi denti curvi e seghettati, corte zampe anteriori e lunghe zampe posteriori.

## Classificazione
Leshansaurus appartiene ai sinraptoridi, una famiglia di carnosauri i cui rappresentanti più noti provengono dalla Cina, solitamente dalla corporatura più snella rispetto a quella di altri carnosauri. Leshansaurus doveva essere piuttosto simile a Sinraptor, ma è vissuto qualche milione di anni dopo. I suoi resti sono stati ritrovati nei livelli superiori della formazione Shangshaximiao (inizio del Giurassico superiore), nel bacino di Sichuan. Questo dinosauro è il più recente sinraptoride rinvenuto in Cina, e la sua scoperta ha esteso la distribuzione geografico/temporale di questo gruppo di dinosauri. Successivi studi (Carrano, 2012) pongono, invece, Leshansaurus tra i megalosauridi.